# GPS捜査訴訟
GPS捜査訴訟（GPSそうさそしょう）は、捜査対象者が使用する自動車等の車両に警察がGPSを設置して捜査対象者を追跡する捜査に関する合法性が争われた、日本の刑事訴訟。

## 概要
30代の男Xを中心とした4人による窃盗グループは2011年11月から2013年11月までインターネットの無料地図サービス「Google ストリートビュー」を使って街並みの画像を閲覧する形で人目につかない場所を探し、西日本の広範囲で車上荒らしや金庫破り等の窃盗事件を起こした。4人は2013年12月から2014年1月までに逮捕された。盗んだ金等は生活費や飲食代に費やされた。Xは2府4県の10件の窃盗事件に関わって計416万円相当の金品を盗んだとして窃盗罪や建造物侵入罪で起訴された。
裁判の過程で、2013年5月から同年12月までに窃盗グループが使う計19台の車両に警察がGPS端末を取り付けたことが判明。GPS端末を取り付ける際には車体を傷つけないようにして黒いケースに入れて車の下部等に磁石で取り付けられていた。捜査で張り込みをしている警察官が携帯電話で接続すると画面上におおまかな所在地が表示され、警察官はこれを見てXら4人の行動を確認していた。GPSが示す位置情報と実際の位置の誤差は最小で16 m、最大で256 mだったという。Xらの窃盗グループは拠点に防犯カメラを設置して捜査を警戒し、犯行時にはナンバープレートを付け替えた車両で高速道路のETCレーンを強行突破し、夜間に高速道路だけでなく市街地の一般道でも150 km/h以上で高速移動をし、地下部分に分岐点のあるルートを選んで追跡をかわすという手法で犯行を繰り返していた。警察によってGPS端末が取り付けられた車両19台の中には、Xの交際相手である事件とは無関係な女性会社員の乗用車も含まれていた。警察のGPS捜査は警察官の尾行のための補助手段であり、位置情報も記録としての蓄積はしておらず、GPS端末の取り付けにおいて多くの場合は公道上で設置等をしていたが一部では私有地に立ち入って設置等をしていた。
2013年10月にXの共犯者が修理に出したオートバイからGPS端末が見つかり、Xも自分の車両を確認した際にGPS端末を見つけたことでGPS捜査を認識した。Xは2013年12月の逮捕後に弁護人の亀石倫子に伝え、起訴後の公判前整理手続で亀石が証拠開示請求等を繰り返し、検察官は当初は警察のGPS捜査を知らなかったが、最終的に検察官は警察がGPS捜査をしていたことを認めたため、GPS捜査の合法性が裁判の争点となった。弁護側はGPS捜査について「将来の違法捜査を抑制すべきだ」として公訴棄却を主張し、たとえ有罪でも違法捜査の事実を量刑に考慮しなければ警鐘にならないと訴えた。
2015年6月5日に大阪地方裁判所はXの公判に関して、自白調書等は採用したものの、GPS端末を設置して位置情報をもとに撮影した車の映像等の検察側が請求した証拠15点について「プライバシーを侵害する強制的な捜査で、令状が必要だった」「この事件のGPS捜査について相当程度、令状が発付された可能性が十分にあったのにこれを怠った」として証拠から排除した。
2015年7月10日に大阪地裁はGPS捜査について「職務犯罪となるほどではない」として刑の重さに影響しないと判断し、Xに懲役5年6月（求刑:懲役7年）の有罪判決を言い渡した。
Xは控訴するも、2016年3月2日に大阪高等裁判所は警察官がGPSを設置する際に私有地に立ったことには「違法の疑いがある」として捜査の適正を確保するための内部手続き十分ではなかったことについて「甚だ遺憾」とし、警察が（回数の）多い車両で1000回以上位置情報を取得していたなどとして「令状がなかったことを違法ととらえる余地はある」と指摘した上で、Xら窃盗グループが高速度で広域を移動して逮捕を警戒していたこと等を踏まえ「GPSの使用は捜査に必要だった」と言及し、その上で「令状が必要だったとしても発付に求められる要件は満たしていた」として違法の程度は大きくないと判断してXの控訴を棄却した。Xは上告した。
2017年3月15日に最高裁判所大法廷は「GPS捜査は行動を継続的、網羅的に把握するもので、個人のプライバシーを侵害しうる」と指摘し、憲法が保障する「私的領域に侵入されることのない権利」を侵す強制捜査に当たり、令状がなければ実施できないと判断し、今回の事件における令状のないGPS捜査を違法との判断を下した。また、「公正担保の手段が確保されていない」などとして現行刑事訴訟法の定める令状で実施することに疑問を呈し、GPS捜査のための立法的な措置が講じられることが望ましいと指摘した。なお、Xが犯行の事実関係は認めていたこと等から、懲役5年6月の有罪判決は最高裁も支持して上告は棄却した。
警察庁はこれまでGPS捜査は令状の不要な任意捜査との立場だったが、最高裁判決を受けて全国の警察に対しGPS捜査を控えるよう通達を出した。

## その他
Xの職業は2014年12月時点では「暴力団組員」と、2015年6月時点では「バイク販売業」と報じられていた。また、Xの苗字は2014年12月時点と2015年6月時点で異なっていた。
X以外の共犯者3人について共犯Yは2015年3月6日に懲役4年（求刑:懲役5年）の有罪判決が、共犯Zについては2015年1月28日時点で有罪判決が確定している。